# Zope
Zope은 파이썬으로 작성된 자유-오픈 소스 웹 애플리케이션 서버이자 관련 온라인 커뮤니티의 이름이다. Zope은 "Z Object Publishing Environment"을 의미하며 현재 흔히 쓰이는 웹의 객체 게시 방식을 사용한 최초의 시스템이었다. Zope은 파이썬이 조명을 받는데 크게 도움을 준 애플리케이션이자 파이썬 킬러 앱으로 불리고 있다.

## Zope 버전
- Zope 2
- BlueBream
- Zope Toolkit
- Grok
- Zope 4
- Zope 5

## Zope 페이지 템플릿 예시
```
<
div
 
tal:condition
=
"..."
>

  ...

</
div
>

```

## Zope을 사용하는 저명한 소프트웨어
- 스쿨툴은 Zope을 사용하는 오픈 소스 학생 정보 시스템이다. 플론은 Zope을 사용하는 오픈 소스 저작물 관리 시스템이다.

## 같이 보기
- Pylons
- 장고 (웹 프레임워크)
- web2py
- 콘텐츠 관리
- 저작물 관리 시스템
- 플론
- 트위스티드 (소프트웨어)